# Vestingwerken van Valkenburg

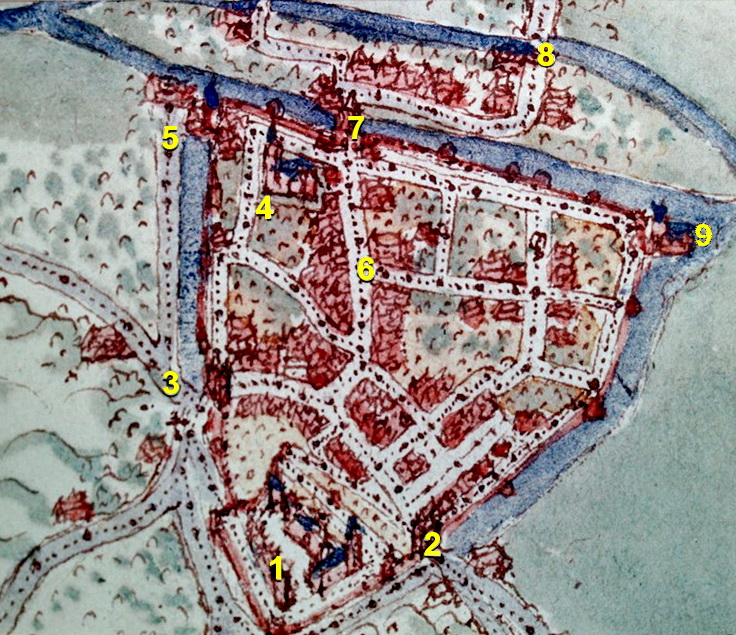
Valkenburg in 1540 (Jacob van Deventer) met kasteel Valkenburg (1), Berkelpoort (2), Grendelpoort (3), kasteel Den Halder (5), Geulpoort (7) en bolwerk Palanka (9)

Met de vestingwerken van Valkenburg wordt het geheel van verdedigingswerken rondom het historische centrum van het Zuid-Limburgse stadje Valkenburg bedoeld. De zichtbare restanten van de Valkenburgse vesting omvatten de kasteelruïne van Valkenburg, het voormalig bolwerk Den Halder, delen van de stadsmuur, enkele verdedigingstorens en een drietal stadspoorten. Met uitzondering van de in 2014 herbouwde Geulpoort betreft het rijksmonumenten.

## Geschiedenis
Wanneer de eerste vestingwerken van Valkenburg zijn gebouwd, is niet bekend. Evenmin is bekend wanneer Valkenburg stadsrechten en het recht op versterking kreeg. Genoemd worden de jaartallen 1312 en 1452. De oudste sporen van kasteel Valkenburg gaan terug tot het begin van de 12e eeuw. Aangenomen wordt dat kort daarop aan de voet van de hoogteburcht een nederzetting is ontstaan, die al vrij snel omheind werd door een aarden wal en een houten palissade. Nabij de Geulpoort zijn tientallen fragmenten van ongeveer drie meter hoge, eiken palen gevonden, die een dubbele palissade langs de Geul vormden. De burcht, de aarden wal en de palissade werden in de loop der middeleeuwen diverse malen vernield door belegeraars, onder andere in 1122 en 1141.

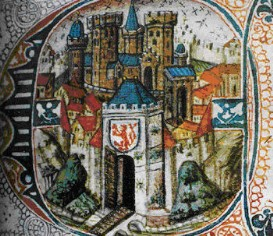
Miniatuur van de vesting Valkenburg

In 1329 werd Valkenburg belegerd door hertog Jan III van Brabant. Het kasteel en de vesting werden elf weken lang verdedigd door de heer van Valkenburg, Reinoud van Valkenburg, en zijn zonen. Daarbij kwam Reinouds zoon Walram II om het leven. Na de inname door de Brabanders werden het kasteel en de verdedigingswerken deels gesloopt. Door de uitkering van een grote som geld als schadeloosstelling was Dirk IV in staat grootscheepse herstel- en vernieuwingswerkzaamheden rond kasteel en vesting aan te vangen. Vooral bij het kasteel is deze herstelperiode goed te traceren. Bij de heropbouw van de vesting werd besloten het patroon van het stadje te veranderen om het in de toekomst beter te kunnen verdedigen. De bedding van de rivier de Geul werd iets verlegd naar het noorden en rondom de stadskern werd een stenen stadsmuur gebouwd, voorzien van bolwerken, torens en poorten. De vesting werd verbonden met het heropgebouwde kasteel van Valkenburg op de Heunsberg.

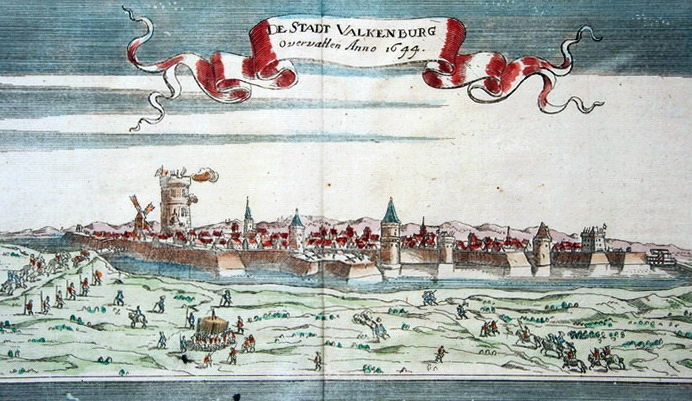
Fantasie-weergave van het Beleg van Valkenburg in 1644 (Isaac Commelin, 1656)

In 1465 bracht drossaard Dirk van Palland de vesting in gereedheid om de Luikenaren te weerstaan. De uitgebreide werkzaamheden zijn goed gedocumenteerd in de stadsrekeningen, met name aan de noordelijke stadswal langs de Geul. Tijdens de Tachtigjarige Oorlog vond in 1578 de inname en verwoesting van stad en kasteel door de Spanjaarden plaats en in 1644 de gedeeltelijke slechting van het kasteel en de wallen door de Staatse troepen.
In 1672, aan het begin van de Hollandse Oorlog, werd het kasteel van Valkenburg in opdracht van stadhouder Willem III opgeblazen en de verdedigingswerken deels verwoest. De Grendelpoort en de Berkelpoort bleven grotendeels gespaard, evenals delen van het bolwerk Den Halder en een klein deel van de stadsmuur. Tot 1830 werd de Berkelpoort dagelijks gesloten. Waarschijnlijk was dat ook het geval met de Grendelpoort. Aan de noordzijde van de vesting vormde de rivier de Geul bij de Geulpoort een natuurlijke barrière.

## Opgravingen, restauraties, reconstructies

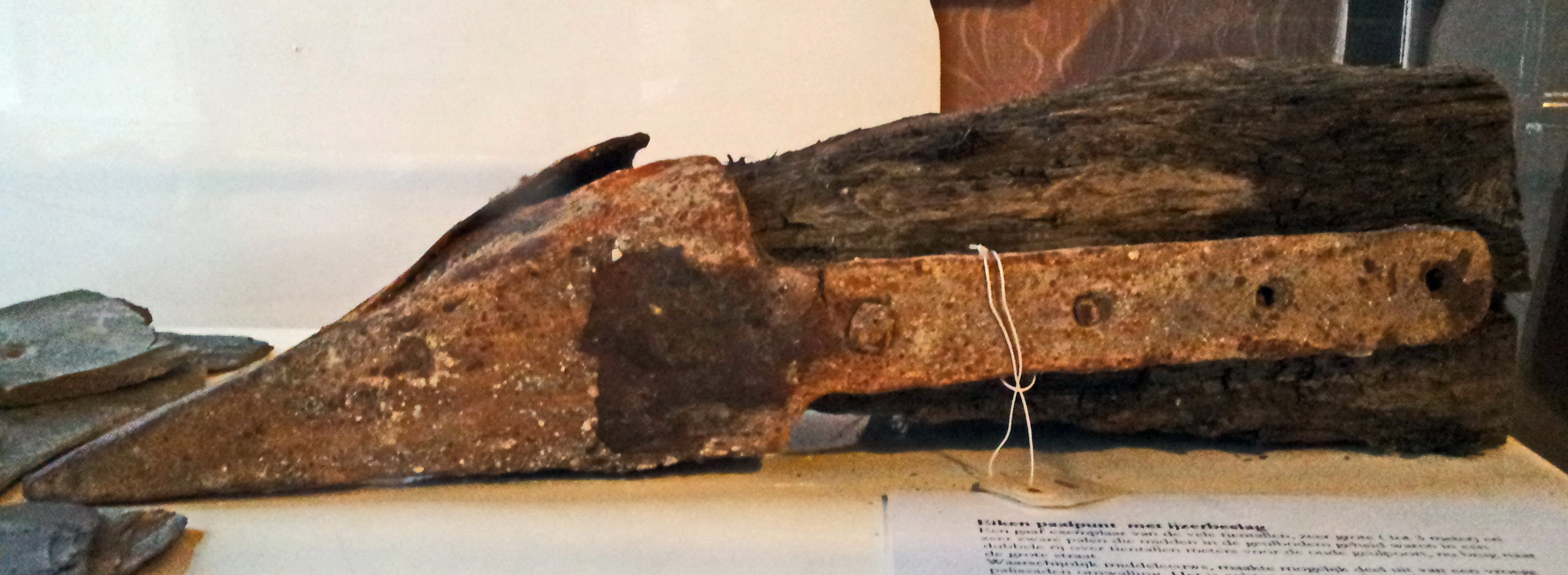
Eiken paalpunt met ijzerbeslag, afkomstig van eerste pallissadenomwalling (Museum Land van Valkenburg)

Van de vestingwerken van Valkenburg zijn nog belangrijke onderdelen zichtbaar in het stadsbeeld. Van andere delen zijn ondergrondse fundamenten bewaard gebleven. In 1989-'90, in 2004-'05 en opnieuw in 2008 werden bij herstelwerkzaamheden aan de Geulkades restanten van de noordelijke stadsmuur met spaarbogen en enkele halfronde torens blootgelegd.
In 2007 werd de Berkelpoort gerestaureerd, waarbij het poortgebouw werd verhoogd met mergelblokken en een dak kreeg. In 2010 presenteerde de gemeente Valkenburg aan de Geul plannen om een deel van de stadsmuur, aansluitend op de Berkelpoort, te herbouwen. Ook zijn er plannen om een stuk stadsmuur langs de Geul aan het Walramplein te herbouwen. In 2013 besloot de gemeenteraad de afgebroken Geulpoort te herbouwen en de Grendelpoort te restaureren, waarbij onder andere de torenspitsen herplaatst zouden worden. Deze reconstructies werden in 2015 voltooid.

## Beschrijving erfgoed

### Hoogteburcht en bolwerken
De vesting Valkenburg had een driehoekig of schildvormig grondplan, waarbij de drie hoeken extra versterkt waren. De zuidelijke hoek werd gevormd door het kasteel van Valkenburg, de machtige hoogteburcht waaraan Valkenburg zijn ontstaansrecht ontleent. De noordwestelijke hoek werd gevormd door het bolwerk Den Halder, dat in de 17e eeuw uitgroeide tot het stadskasteel Den Halder. Op de andere punt bevond zich het oostelijk bolwerk, dat thans verdwenen is. Op deze plek aan het Walramplein lag in de 18e eeuw het huis Palanka, thans staat hier Hotel Walram.

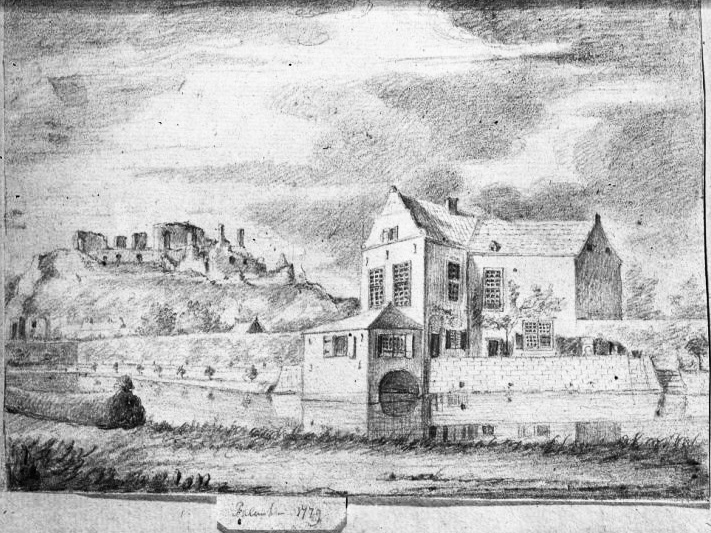
Kasteelruïne en Geul bij Huis Palanka, 1779
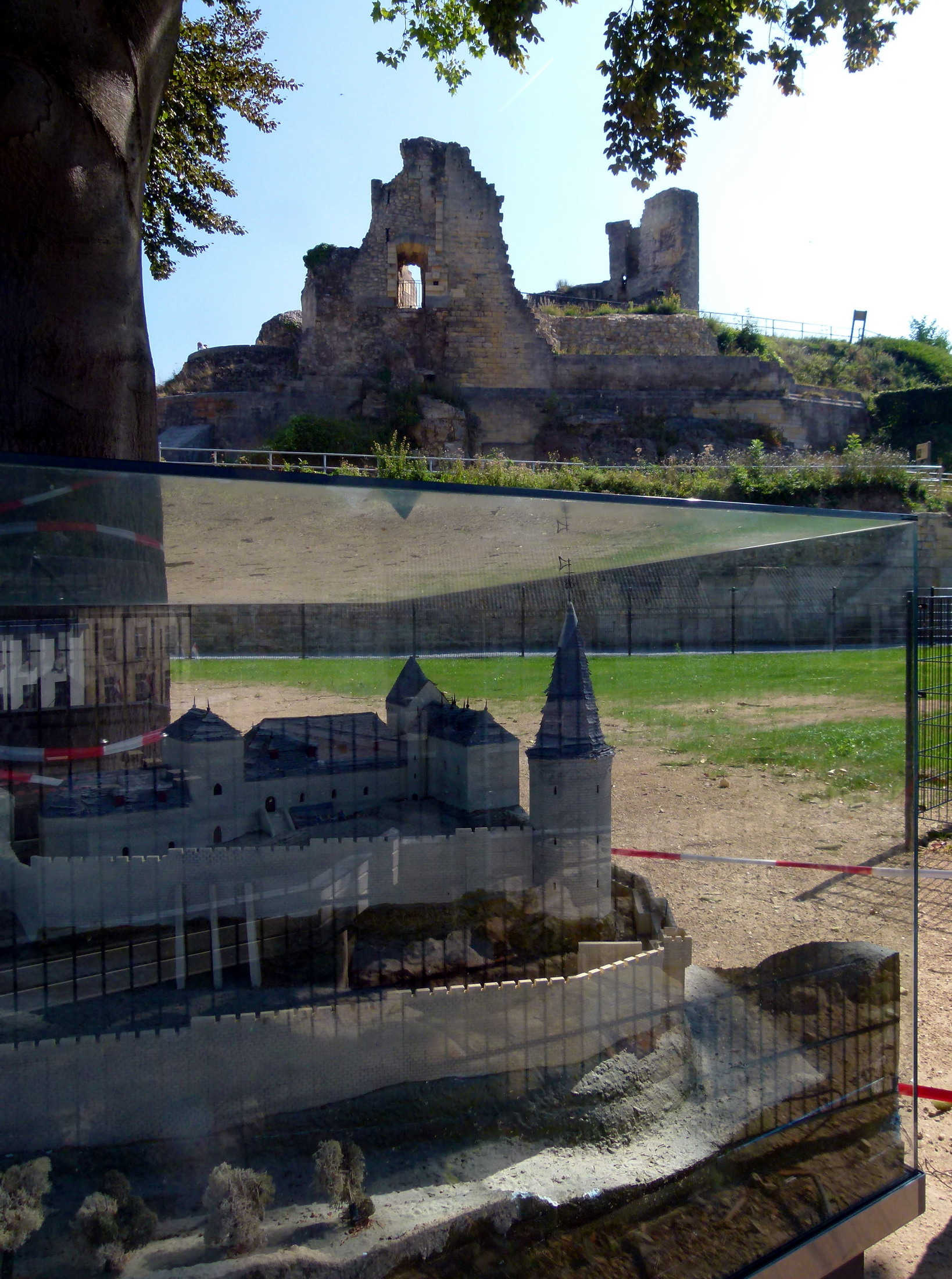
Kasteel Valkenburg (met maquette)
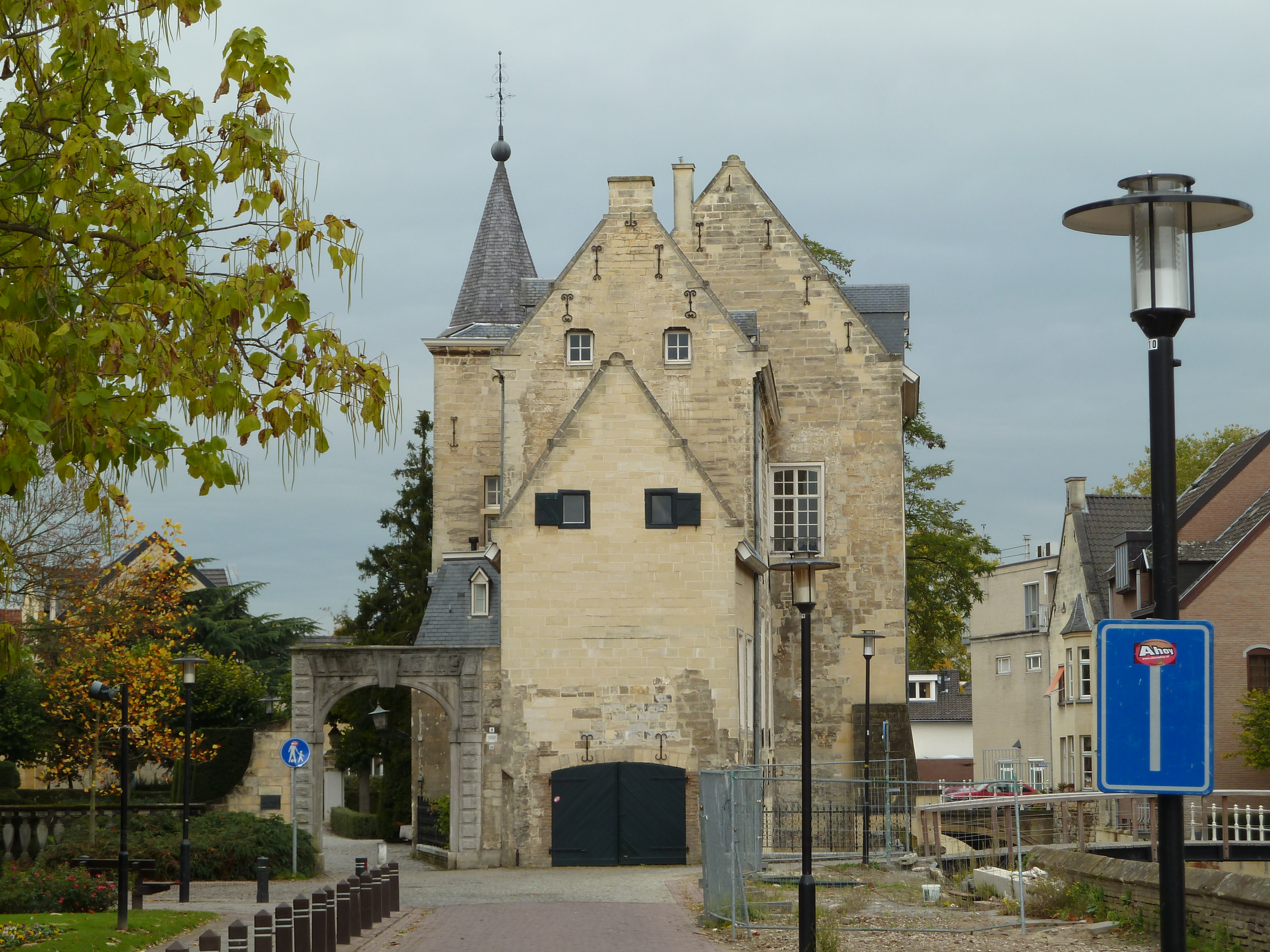
Voormalig bolwerk, thans stadskasteel Den Halder
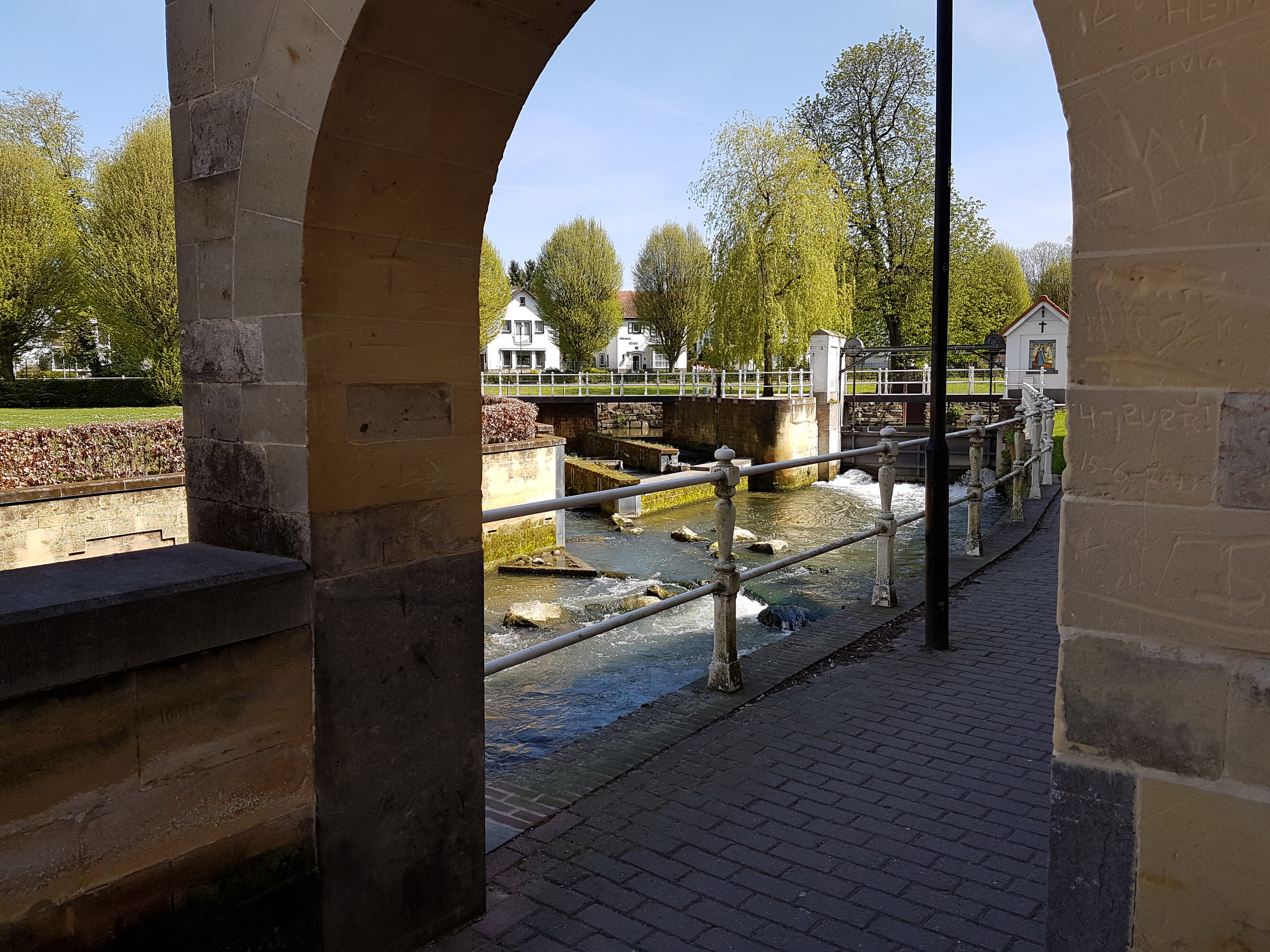
Herbouwd poortje bij voormalig bolwerk Palanka

### Stadsmuur en torens
De stadsmuur verbond het kasteel en de twee bolwerken van de vesting Valkenburg. Met uitzondering van de zuidpunt (de hoogteburcht) was de vesting omgeven door een singelgracht. Aan de noordzijde vormde de rivier de Geul een natuurlijke gracht. Bij de bewaard gebleven westelijke stadsmuur is in 2014 de verdwenen stadsgracht opnieuw uitgegraven. Ter weerszijde van de gereconstrueerde Geulpoort zijn delen van de aansluitende stadsmuur herbouwd. Ook bestaan er plannen om delen van de stadsmuur bij de Berkelpoort en op het Walramplein te herbouwen.
De stadsmuur werd op regelmatige afstanden onderbroken door verdedigingstorens. Bij herstelwerkzaamheden van de Geulkades zijn in de afgelopen jaren fundamenten van een vijftal halfronde torens of rondelen teruggevonden. Deze locaties worden thans gemarkeerd door middel van halfronde houten uitzichtplatforms.

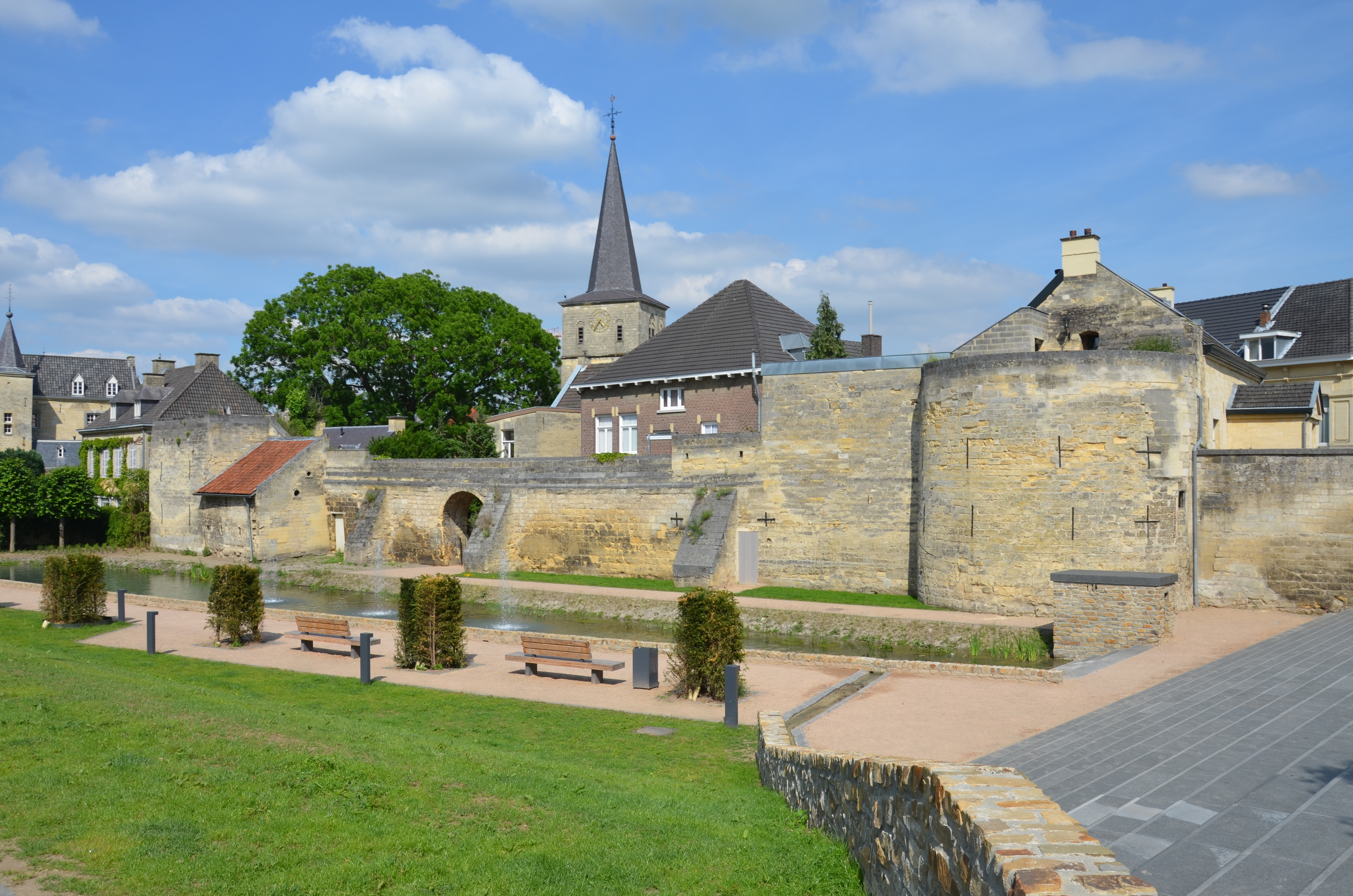
Deel westelijke stadsmuur en waltoren
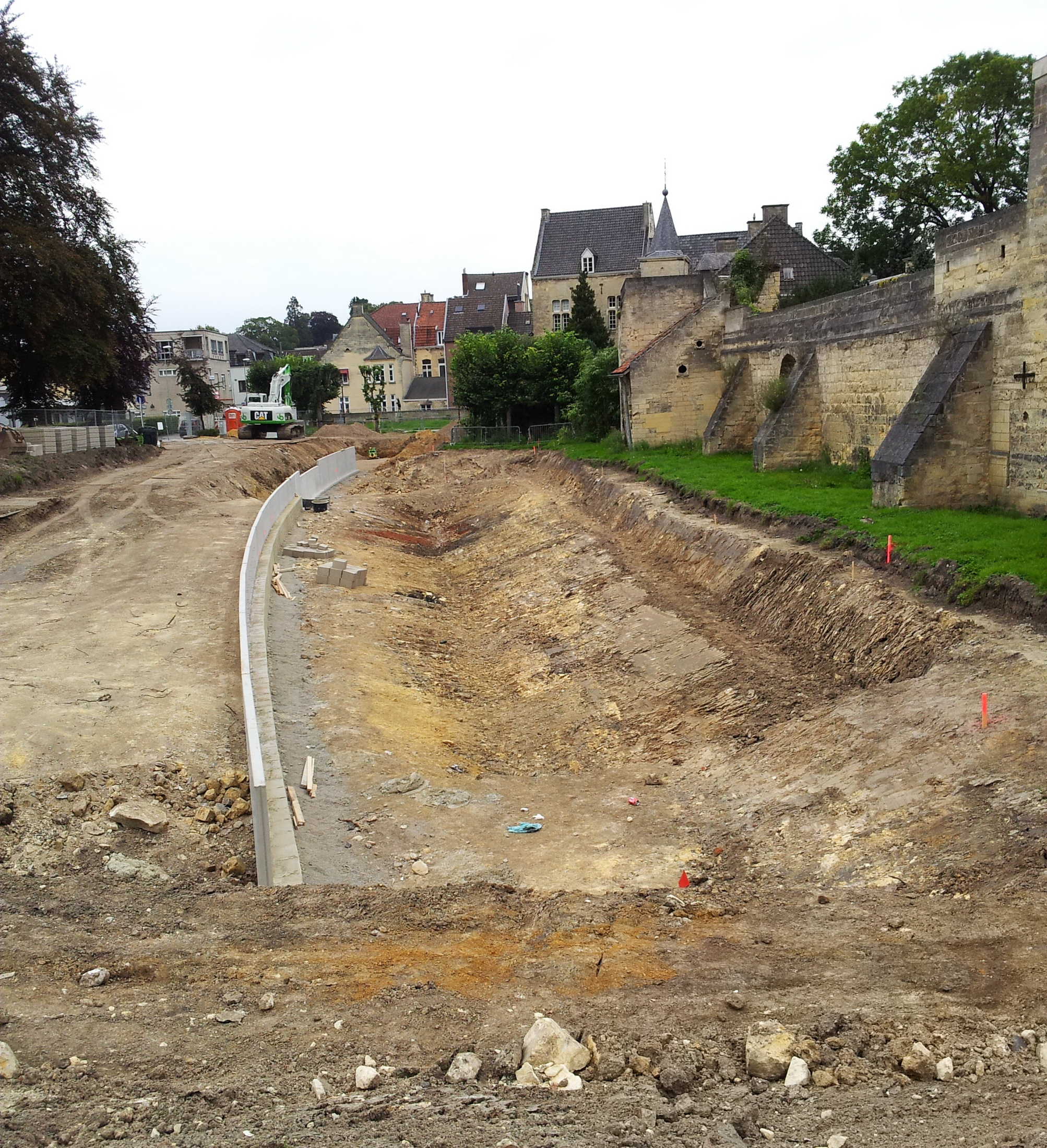
Het uitgraven van een deel van de stadsgracht in 2014
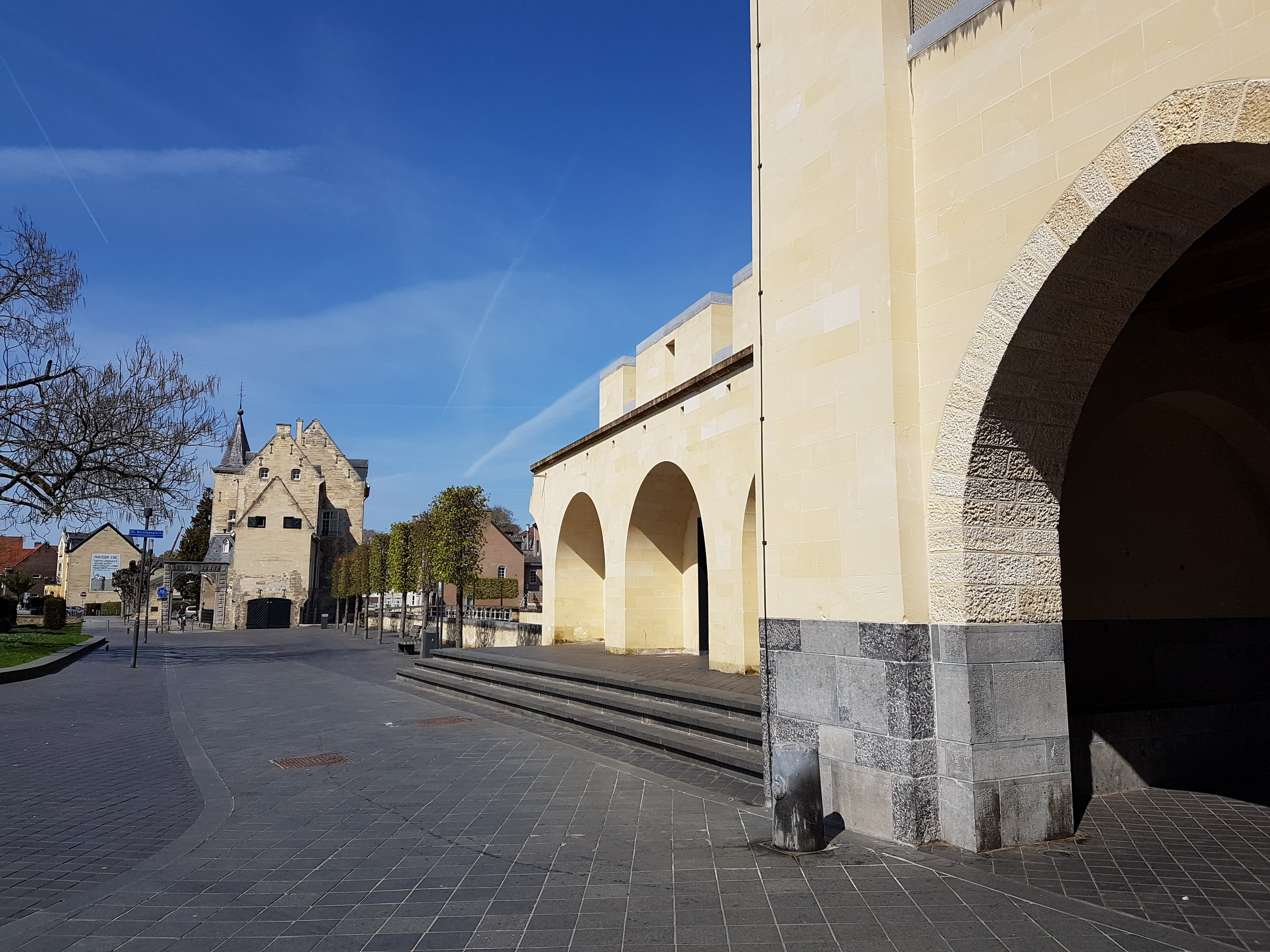
Herbouwde stadsmuur tussen Geulpoort en Den Halder
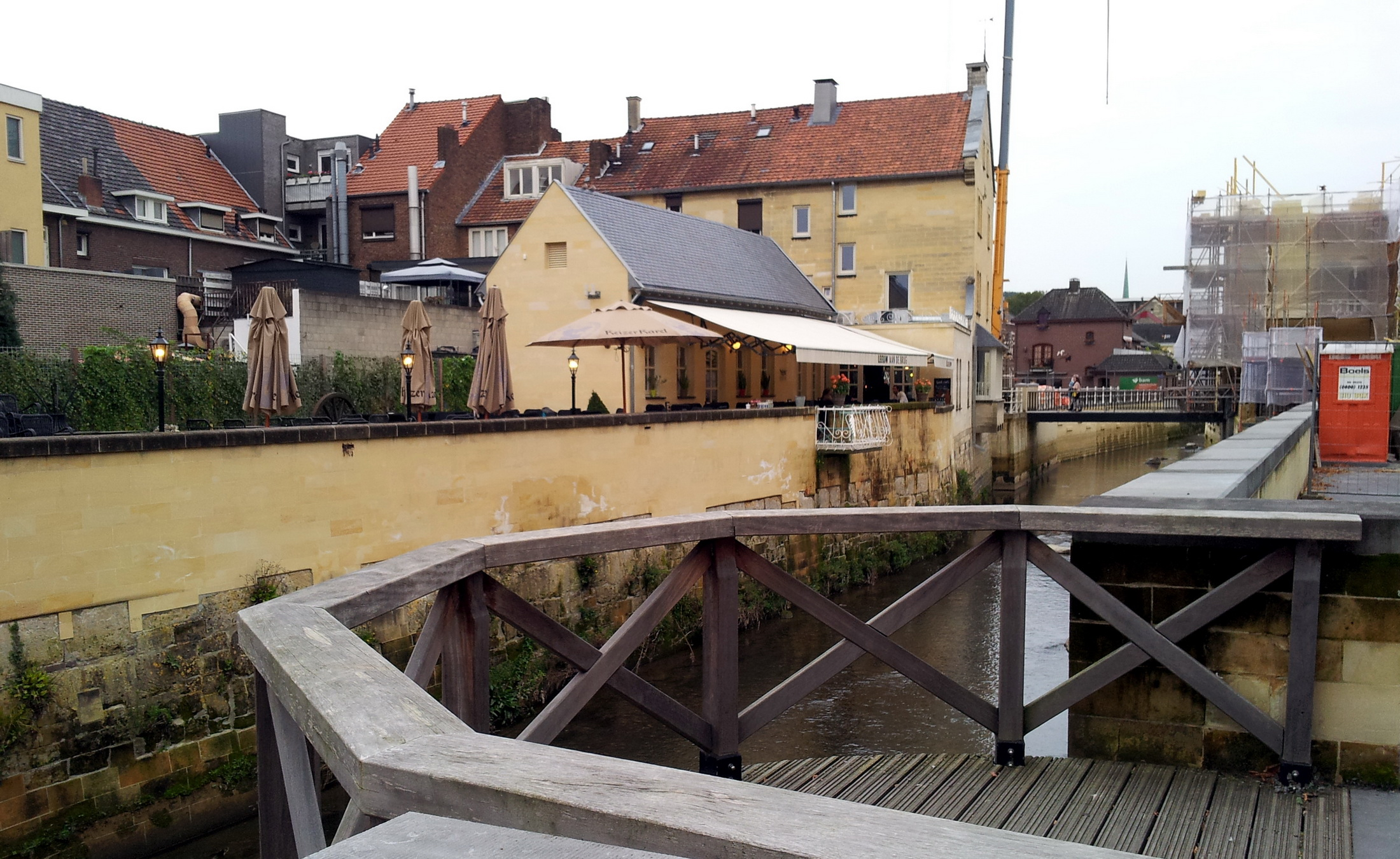
Geulkade vanaf voormalig rondeel

### Poorten
De vestingstad Valkenburg bezat drie stadspoorten, te weten:
- de Grendelpoort, ook wel Maastrichter- of Bergerpoort geheten, de westelijke toegangspoort (Maastricht, Luik, Dalhem);
- de Berkelpoort, de oostelijke toegangspoort (Aken, Keulen);
- de Geulpoort of Molenpoort, de noordelijke toegangspoort (Heerlen, Sittard, Gulik).

Daarnaast waren er nog een aantal kleine doorgangen in de stadsmuur. Zo lag de Nieuwpoort waarschijnlijk bij de Sint Pieterstraat; de Drenckpoort was een zijpoortje van de Geulpoort of lag ter plaatse van de nog bestaande westelijke walmuur. Verder waren er nog de Oliepoort en de Meipoort.

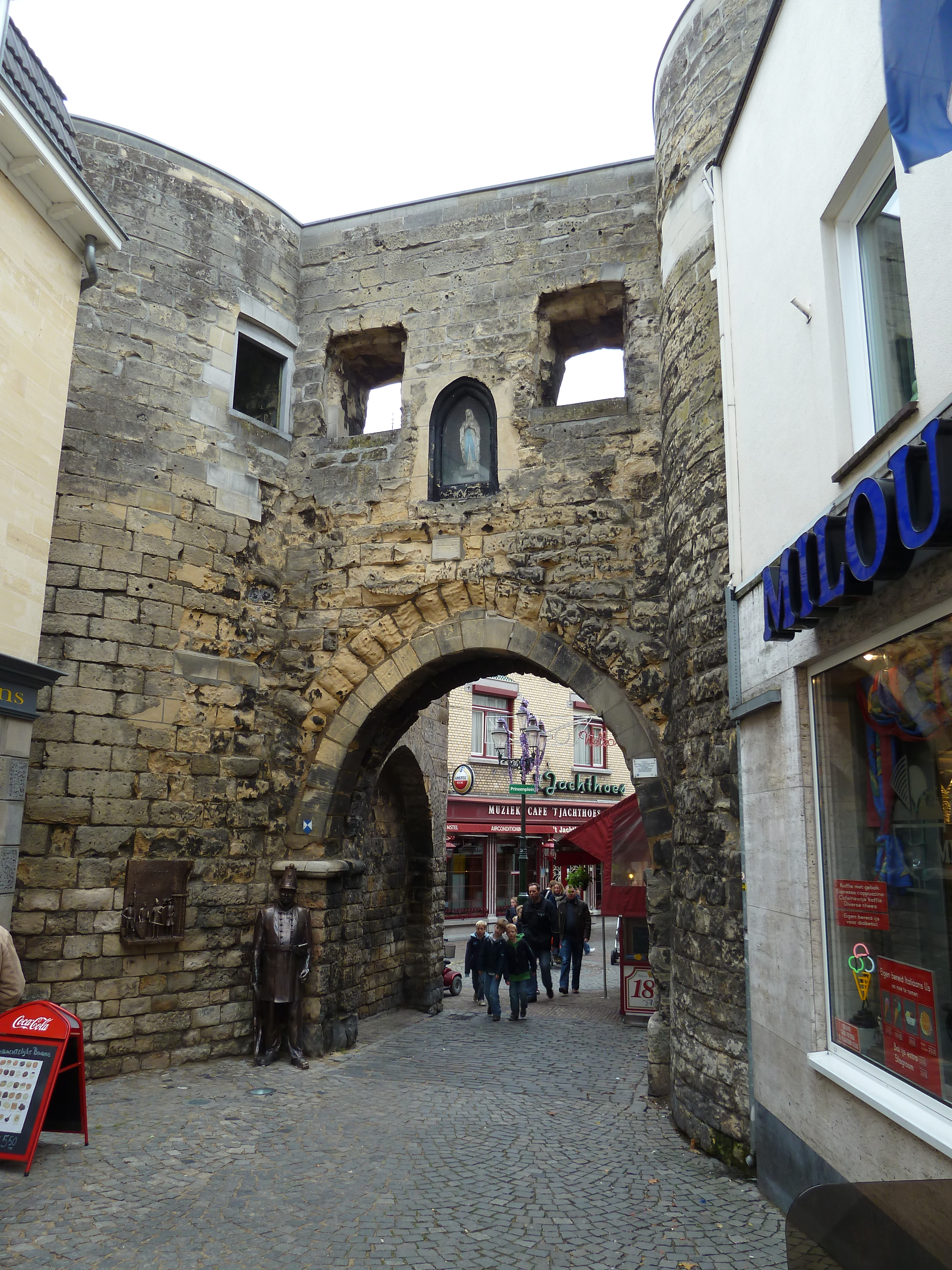
Grendelpoort (veldzijde) vóór restauratie, 2010
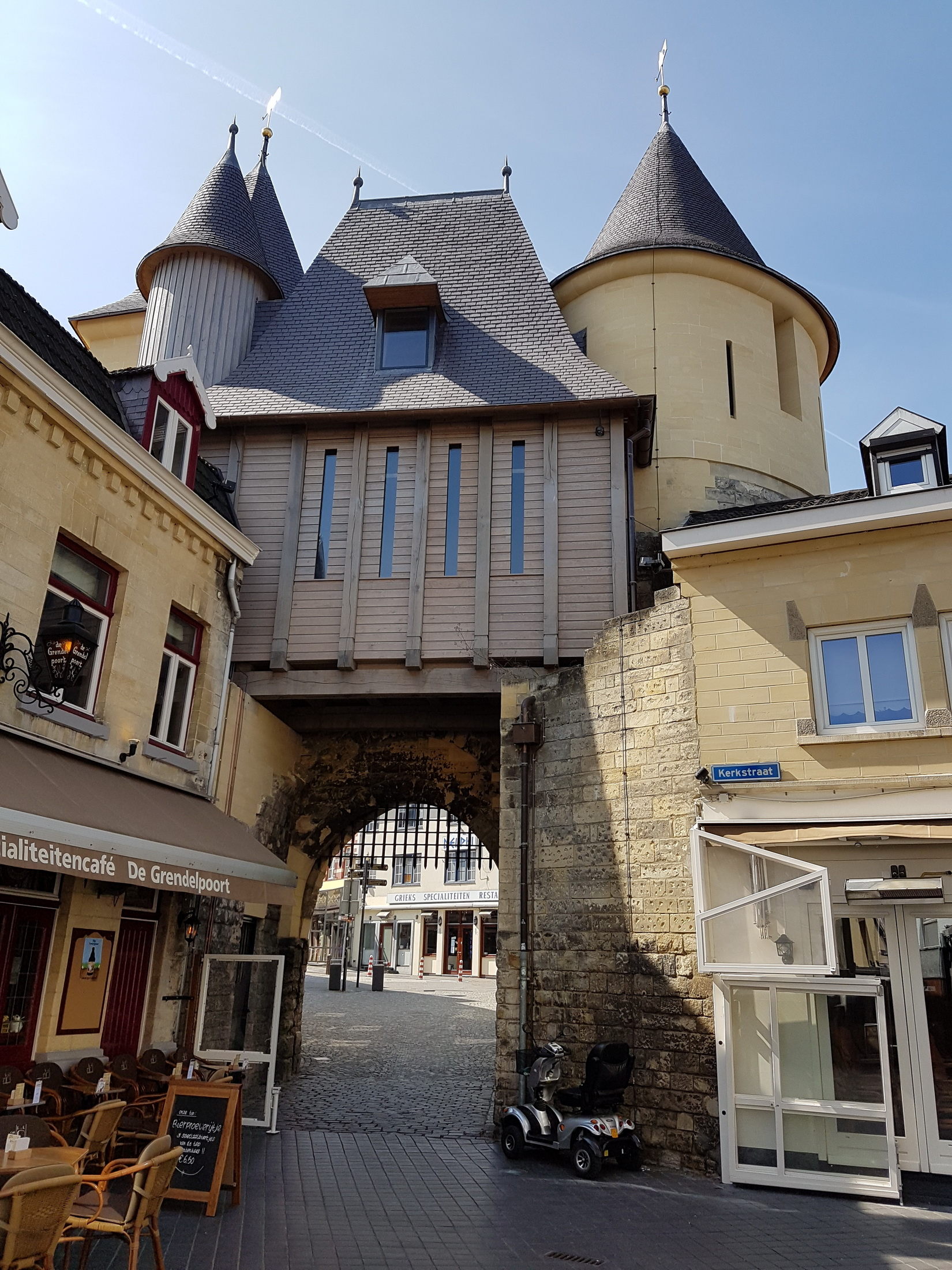
Grendelpoort (stadszijde) na restauratie, 2017
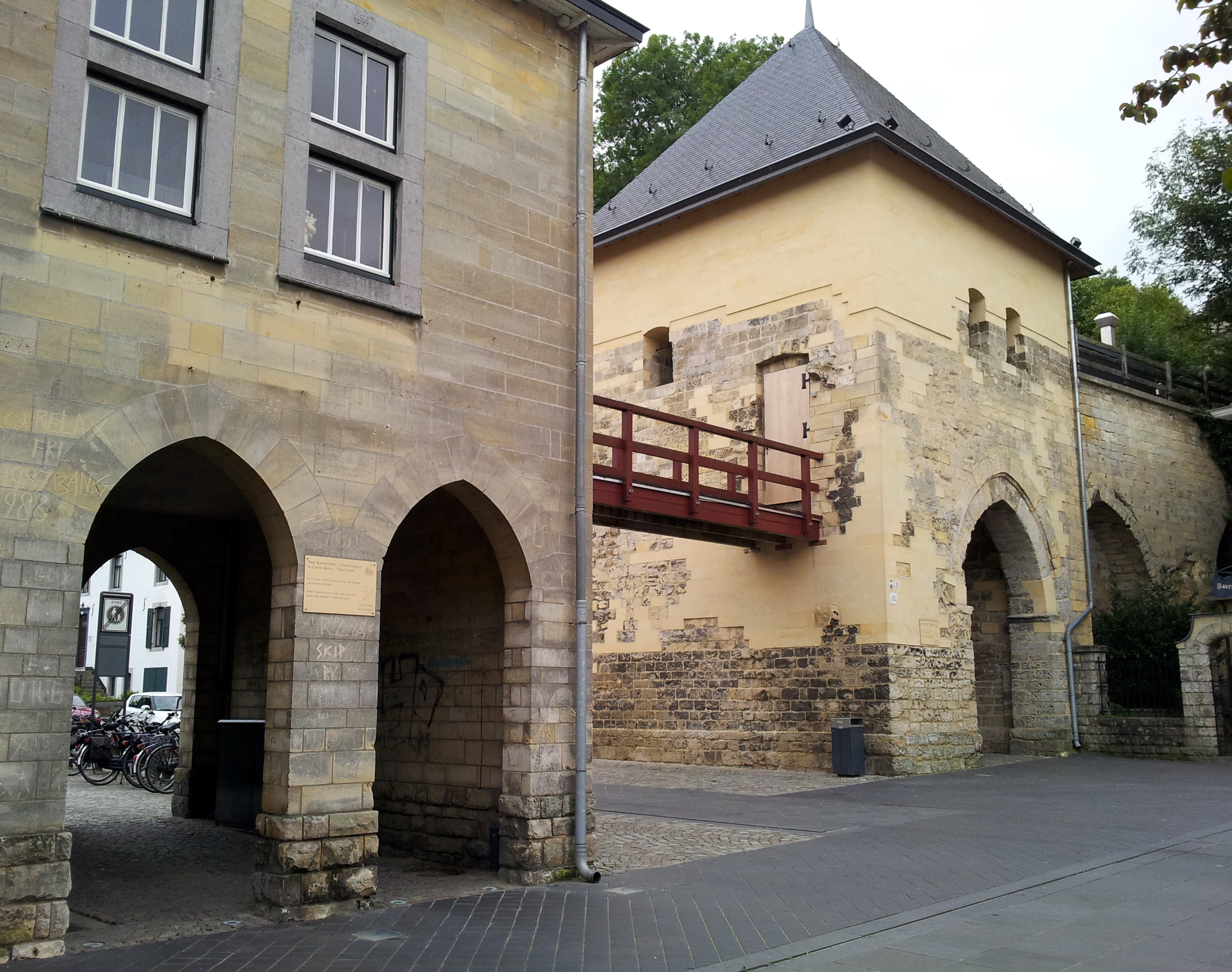
Berkelpoort (stadszijde), 2014
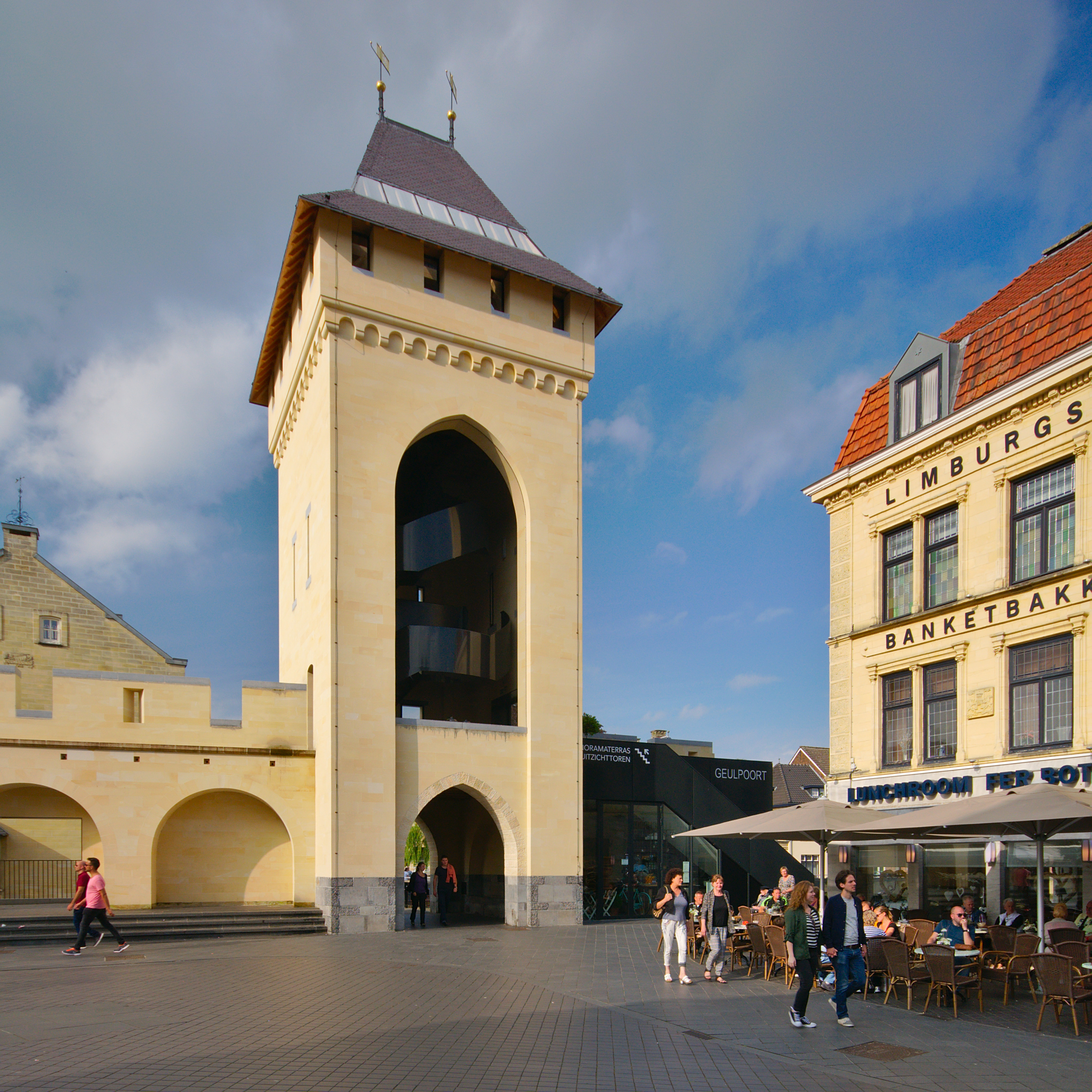
Geulpoort (stadszijde), 2017